# 김종선 (1898년)
김종선(金鍾善, 1898년 전남 ~ 1950년 10월 13일)은 대한민국의 정치인이다.

## 출생
1888년에 태어나 1901년 일본으로 건너가 고베 중학교를 졸업한 뒤 1903년 귀국하였다가 1905년 을사조약이 체결되자 미국으로 건너갔다가 1906년 귀국하여 1907년 신민회에 가담하였다.

## 1차 망명 시절
1910년 한일합병이 되자 김종선은 만주로 건너가 신흥무관학교를 졸업하고 귀국하였다가 1912년 중국으로 망명하였다.
1914년 미국으로 이민하여 흥사단을 조직하였고, 1915년 러시아 블라디보스토크로 이민하여 공방대학에 입학해 1918년 졸업했다.
그 뒤 중국 난징 금릉 대학에 입학하였다가 1919년 일본으로 건너가 니혼 대학 정경과, 주오 대학 법과를 다녔다. 그동안 무정부주의에 가입하여 활동하였다. 터키를 유람하기도 했다.
1922년 졸업 후 1923년 귀국하여 보성중학교, 경신학교 교사가 되었다.

## 2차 망명 시절
1924년 중국으로 다시 망명하여 상하이에서 홍진, 신영삼, 조성환, 민충식, 조소앙, 안창호, 김홍서, 김순애, 장해평, 오면직, 김창근, 손정도, 서병호, 선우혁, 현순, 최창식 등과 대한애국동지 부인회를 조직하고 1926년 만주 헤이룽장성 하얼빈에서 채세윤과 숙청공작을 하였다. 그리고 임시정부 의정원 의원, 내무총장, 국무위원, 외무총장, 군무총장 등도 지냈다.
1929년 노령으로 건너가 군에 입대하였으며 1930년 포르투갈, 스페인 바르셀로나, 노르웨이, 덴마크, 독일, 팔레스타인, 프랑스, 에스파냐, 그리스, 필리핀, 헝가리, 폴란드, 오스트리아, 체코, 슬로바키아, 스웨덴, 영국, 룩셈부르크, 네덜란드, 아일랜드, 핀란드, 벨기에, 스위스, 이탈리아, 슬로베니아, 아이슬란드, 몰타, 리히텐슈타인, 안도라, 산마리노, 크로아티아, 에스토니아, 모나코, 페로 제도, 바티칸 시국, 라트비아, 리투아니아 등지를 유랑하고 1931년 만주 안둥 현을 유람하였다. 이후 아르헨티나, 칠레, 캐나다, 싱가포르, 홍콩, 이스라엘, 아랍 에미리트, 오스트레일리아, 뉴질랜드 등을 많이 유람하였다.
또한 윤해, 고창일 등과 시사책진회를 조직하였고 1935년 광둥 광산대학에 입학 1938년 졸업 후 1939년 싼위 대학 정치과에 입학해 1942년 졸업하였다.
이후 브라질과 멕시코와 타이를 유람하였다.
또한 조성환, 김혁, 김좌진 등이 조직한 신민부, 국민부, 정의부, 북로군정서, 서로군정서에 가담하였다. 카타르, 바레인, 버뮤다, 브루나이, 키프로스 등도 유람하였다.
1943년 이상촌 건설과 1944년 흥사단 재창립에 힘썼으며 대종교에도 가담했다. 또한 미국에 가서 임시정부 구미위원부에 참여하였다.

## 해방 후
1945년 해방 후 귀국하여 1946년 세브란스 약품 취체역, 경인기업주식회사 취체역을 지내고 왕신학원을 설립해 경영하였다.
1948년 제헌국회의원으로도 당선되어 광주 시장을 역임하고 UN 특별위원장, 내무위원장으로 활약한 뒤 상공부장관으로 승진하여 1950년 미국을 방문하려고 가던 중 한국 전쟁에 휘말려 살해당했다.

## 약력
- 전남구례공립보통학교 졸업
- 정칙영어학교 중등과 졸업
- 니혼 대학 정경과 졸업
- 고아수양 구례 홍제원 경영
- 서울사립 왕신학원(旺新學院) 설립 및 경영
- 서울중앙연료주식회사 감사
- 경인기업주식회사 취체역
- 구례공립중학교 후원회장
- 세브란스의약품주식회사 취체역

## 연표
- 1912년 : 중국 망명
- 1914년 : 미국이민,흥사단 조직
- 1915년 : 블라디보스토크 이민,공방대학 입학
- 1918년 : 졸업
- 1919년 : 일본유학
- 1922년 : 졸업
- 1923년 : 잠시 귀국,교사
- 1924년 : 중국 망명
- 1925년 : 김홍서, 오면직, 김순애, 장해평, 안창호,요인등과임시정부 국민대표회의조직
- 1926년 : 체세윤과 숙청공작 폄
- 1927년 : 윤해,고창일 등과 신간민 조직
- 1928년 : 노령으로 건너가 군에 입대
- 1931년 : 시사책진 조직
- 1932년 : 유럽 유람
- 1934년 : 만주 안둥현 유람
- 1935년 : 광둥 광산 대학 입학
- 1938년 : 졸업
- 1939년 : 싼위대학 정치과 재학
- 1942년 : 졸업
- 1943년 : 이상촌건설
- 1944년 : 흥사단 조직
- 1945년 : 귀국
- 1948년 : 왕신학원(旺新學院)을 설립했다.
- 1948년 5월 10일 : 제헌 국회의원(전남 구례)
- 1950년 한국전쟁 때 피살되었다.

## 역대 선거 결과
|  | 72.67% |

|  | 10.55% |

## 참고 자료
- 《대한민국 의정총람》, 국회의원총람발간위원회, 1994년
- 김종선 - 대한민국헌정회